# VII Cuerpo de Ejército (Bando republicano)
El VII Cuerpo de Ejército fue una formación militar perteneciente al Ejército Popular de la República que luchó durante la Guerra Civil Española. Durante toda la contienda estuvo desplegado en el secundario frente de Extremadura.

## Historial
Fue creado el 5 de mayo de 1937, a partir de la antigua «Agrupación autónoma de Extremadura»; la formación tenía su cuartel general en Cabeza del Buey. El VII Cuerpo, que quedó compuesto por las divisiones 36.ª, 37.ª y 38.ª, cubría el frente comprendido entre los ríos Zújar y Algodor. Para el 14 de julio de 1937 se pudo dar por completada la formación del VII Cuerpo de Ejército.
En el otoño de 1937 la formación pasó a depender del recién creado Ejército de Extremadura.
En julio de 1938 el VII Cuerpo tomó parte en los combates de la Bolsa de Mérida, sufriendo numerosas bajas y un considerable quebranto. Todo ello motivó que la unidad fuera sometida a una profunda reestructuración —quedó formado por las divisiones 37.ª, 41.ª y 68.ª— y hubiera un cambio de mandos. También cedió algunas unidades al reestructurado VI Cuerpo de Ejército. En agosto, durante la posterior contraofensiva republicana, la formación mantuvo una posición defensiva.

## Mandos
Comandantes
- coronel de infantería Arturo Mena Roig[6] (desde mayo de 1937);
- coronel de infantería Gregorio Verdú Verdú (desde el 18 de agosto de 1937);
- teniente coronel de infantería Fernando Cueto Herrero;[n. 1]
- teniente coronel de infantería José Ruiz Farrona (accidental);[3]
- teniente coronel de infantería Antonio Bertomeu Bisquert (desde octubre de 1937);[9]
- teniente coronel de infantería Antonio Rúbert de la Iglesia[10] (desde marzo de 1938);
- teniente coronel de infantería Manuel Márquez Sánchez de Movellán (desde julio de 1938);
- comandante de infantería Francisco Gómez Palacios (accidental);[11]
- teniente coronel de infantería Martín Calvo Calvo (desde agosto de 1938);

Comisarios
- Peregrín Gurrea Chuliá, del PSOE;[12]
- José Laín Entralgo (desde el 15 de agosto de 1938);[11]
- Benigno Cardeñoso Negrete[13] (desde el 23 de octubre de 1938);

Jefe de Estado Mayor
- comandante de infantería Ángel Lamas Arroyo;[14]
- teniente coronel de infantería José Bertomeu Bisquert;[11]
- mayor de milicias Agustín Barrios del Castillo;

## Orden de batalla
| Fecha                | Ejército adscrito       | Divisiones integradas | Frente de batalla |
| Junio de 1937        | —                       | 36.ª, 37.ª y 38.ª     | Extremadura       |
| Diciembre de 1937    | Ejército de Extremadura | 36.ª y 37.ª           | Extremadura       |
| Abril de 1938        | Ejército de Extremadura | 36.ª, 37.ª y 29.ª     | Extremadura       |
| 15 de agosto de 1938 | Ejército de Extremadura | 37.ª, 41.ª y 68.ª     | Extremadura       |
| Noviembre de 1938    | Ejército de Extremadura | 37.ª, 41.ª y 51.ª     | Extremadura       |